# Referendum in Lettland über den Beitritt zur Europäischen Union
Am 20. September 2003 fand in Lettland ein Referendum über den Beitritt zur Europäischen Union statt. Mit einer Mehrheit von 66,97 % stimmten die Abstimmenden dem geplanten Beitritt des Landes zur Europäischen Union (EU) zu. Die Wahlbeteiligung betrug 71,5 %. Am 1. Mai 2004 trat Lettland im Rahmen der EU-Osterweiterung offiziell der EU bei.

## Vorgeschichte
Seit der Unabhängigkeitserklärung der baltischen Republiken und dem Zerfall der Sowjetunion 1991 strebte die lettische Politik eine engere Anbindung an Mittel- und Westeuropa an. Langjährige Verhandlungen führten schließlich dazu, dass der Europäische Rat auf dem EU-Gipfel in Kopenhagen Lettland offiziell einlud, der Europäischen Union beizutreten. Am 15. Mai 2003 beschloss die Saeima ein Gesetz über die Abhaltung eines Referendums über die Beitrittsfrage. Als Mindest-Bedingung für die Gültigkeit des Referendums wurde festgelegt, dass mindestens 50 % der Wahlbeteiligung bei der letzten Saeima-Wahl erreicht werden sollten, konkret dass sich mindestens 497.543 Wähler daran beteiligten. Der Termin für das Referendum wurde auf den 20. September 2003 festgelegt. Vor dem Referendum in Lettland fanden analoge Volksabstimmungen in Litauen (10. bis 11. Mai 2003) und in Estland (14. September) statt, die jeweils eine deutliche Zustimmung zum geplanten EU-Beitritt ergaben.

## Frage des Referendums
Die auf den Stimmzetteln gestellte Frage lautete:

„Vai jūs esat par Latvijas dalību Eiropas Savienībā?“

„Befürworten Sie die Mitgliedschaft Lettlands in der Europäischen Union?“

## Ergebnisse

Ergebnisse nach Rajonen und kreisfreien Städten

Die folgende Tabelle zeigt die Ergebnisse des Referendums nach den 26 Distrikten (rajons) und 7 Städten. Lettische Staatsbürger im Ausland waren ebenfalls wahlberechtigt.
| Distrikt oder Stadt (mit Zahl der Urwahlbezirke) | Abstimmende | Ja · (Stimmen) | Ja · (Prozent) | Nein · (Stimmen) | Nein · (Prozent) | Ungültige Stimmen | Ungültige Stimmen (Prozent) |
| ------------------------------------------------ | ----------- | -------------- | -------------- | ---------------- | ---------------- | ----------------- | --------------------------- |
| Riga (163)                                       | 277072      | 163746         | 59,10          | 111378           | 40,20            | 1948              | 0,70                        |
| Daugavpils (Dünaburg) (34)                       | 36796       | 11383          | 30,94          | 24743            | 67,24            | 670               | 1,82                        |
| Jelgava (Mitau) (15)                             | 27246       | 17546          | 64,40          | 9565             | 35,11            | 135               | 0,50                        |
| Jūrmala (Rigastrand) (17)                        | 23781       | 14918          | 62,73          | 8705             | 36,60            | 158               | 0,66                        |
| Liepāja (Libau) (20)                             | 31944       | 24436          | 76,50          | 7317             | 22,91            | 191               | 0,60                        |
| Rēzekne (Rositten) (13)                          | 19431       | 8349           | 42,97          | 10826            | 55,72            | 256               | 1,32                        |
| Ventspils (Windau) (13)                          | 17086       | 12505          | 73,19          | 4482             | 26,23            | 99                | 0,58                        |
| Aizkraukles rajons (26)                          | 19869       | 14853          | 74,75          | 4874             | 24,53            | 142               | 0,71                        |
| Alūksnes rajons (25)                             | 13010       | 10046          | 77,22          | 2865             | 22,02            | 99                | 0,76                        |
| Balvu rajons (23)                                | 14237       | 9430           | 66,24          | 4611             | 32,39            | 196               | 1,38                        |
| Bauskas rajons (21)                              | 23558       | 17823          | 75,66          | 5595             | 23,75            | 140               | 0,59                        |
| Cēsu rajons (30)                                 | 31124       | 24922          | 80,07          | 5995             | 19,26            | 207               | 0,67                        |
| Daugavpils rajons (30)                           | 16407       | 7946           | 48,43          | 8244             | 50,25            | 217               | 1,32                        |
| Dobeles rajons (23)                              | 17184       | 13293          | 77,36          | 3764             | 21,90            | 127               | 0,74                        |
| Gulbenes rajons (20)                             | 13187       | 9994           | 75,79          | 3106             | 23,55            | 87                | 0,66                        |
| Jelgavas rajons (20)                             | 14116       | 9841           | 69,72          | 4193             | 29,70            | 82                | 0,58                        |
| Jēkabpils rajons (34)                            | 23794       | 16429          | 69,05          | 7124             | 29,94            | 241               | 1,01                        |
| Krāslavas rajons (28)                            | 13881       | 6671           | 48,06          | 6991             | 50,36            | 219               | 1,58                        |
| Kuldīgas rajons (26)                             | 19308       | 15868          | 82,18          | 3328             | 17,24            | 112               | 0,58                        |
| Liepājas rajons (31)                             | 22165       | 18292          | 82,53          | 3740             | 16,87            | 133               | 0,60                        |
| Limbažu rajons (22)                              | 20835       | 17063          | 81,90          | 3641             | 17,48            | 131               | 0,63                        |
| Ludzas rajons (27)                               | 15282       | 7571           | 49,54          | 7448             | 48,74            | 263               | 1,72                        |
| Madonas rajons (29)                              | 23287       | 17801          | 76,44          | 5316             | 22,83            | 170               | 0,73                        |
| Ogres rajons (27)                                | 32945       | 24458          | 74,24          | 8308             | 25,22            | 179               | 0,54                        |
| Preiļu rajons (24)                               | 18997       | 12379          | 65,16          | 6407             | 33,73            | 211               | 1,11                        |
| Rēzeknes rajons (34)                             | 18295       | 9421           | 51,49          | 8633             | 47,19            | 241               | 1,32                        |
| Rīgas rajons (40)                                | 72134       | 51151          | 70,91          | 20583            | 28,53            | 400               | 0,55                        |
| Saldus rajons (24)                               | 17836       | 14052          | 78,78          | 3659             | 20,51            | 125               | 0,70                        |
| Talsu rajons (29)                                | 26027       | 20755          | 79,74          | 5114             | 19,65            | 158               | 0,61                        |
| Tukuma rajons (29)                               | 27585       | 21875          | 79,30          | 5560             | 20,16            | 150               | 0,54                        |
| Valkas rajons (26)                               | 16744       | 13757          | 82,16          | 2888             | 17,25            | 99                | 0,59                        |
| Valmieras rajons (33)                            | 30939       | 25703          | 83,08          | 5089             | 16,45            | 147               | 0,48                        |
| Ventspils rajons (12)                            | 6595        | 5246           | 79,55          | 1306             | 19,80            | 43                | 0,65                        |
| Letten im Ausland (38)                           | 7770        | 7177           | 92,37          | 582              | 7,49             | 11                | 0,14                        |
| Lettland gesamt (1006)                           | 1010467     | 676700         | 66,97          | 325980           | 32,26            | 7787              | 0,77                        |

Im Ergebnis wurde die Frage des Referendums mit Zweidrittelmehrheit mit ‚Ja‘ beantwortet. Die als Minimum festgelegte Wahlbeteiligung wurde erreicht und damit war das Ergebnis gültig. Es gab allerdings merkliche Unterschiede zwischen den lettischen Regionen. Die Zustimmung war in Zentral-Livland (Vidzeme) und in Kurland (Kurzeme) am höchsten, aber merklich geringer in Semgallen (Zemgale) und am geringsten im östlichen Lettgallen (Latgale) wo die Abstimmenden mehrheitlich die Frage des Referendums negativ beantworteten.